# 52 Korpus Piechoty (ZSRR)
52 Korpus Strzelecki (ros. 52-й стрелковый корпус) – korpus piechoty Armii Czerwonej z okresu II wojny światowej.
W czasie ataku niemieckiego i państw satelickich na Związek Radziecki 52 Korpus Strzelecki wchodził w skład 24 Armii. 
Po II sformowaniu jego szlak bojowy prowadził z rejonu Biełgorodu, przez: Sumy, Kijów, Tarnopol, Brzozów, Krosno, Racibórz i Ostrawę, a zakończył w rejonie Kudowy-Zdrój. 
W czasie walk na ziemiach polskich 52 Korpus Strzelecki toczył walki z wojskami niemieckimi wchodząc w skład 38 Armii dowodzonej przez gen. płka Miryłła Moskalenkę.

## Dowódcy korpusu
- gen. mjr Siergiej Buszew[3]

## Struktura organizacyjna
Skład 22 czerwca 1941:
- 91 Dywizja Strzelecka,
- 119 Dywizja Strzelecka,
- 166 Dywizja Strzelecka,

Skład w czasie walk na ziemiach polskich:
- 304 Dywizja Strzelecka, dowódca: płk A. Galcew,
- 305 Dywizja Strzelecka, dowódca: płk A. Wasiliew
- 340 Dywizja Strzelecka, dowódca: płk F. Parchomienko[2].